# (278) Paulina
(278) Paulina ist ein Asteroid des mittleren Hauptgürtels, der am 16. Mai 1888 vom österreichischen Astronomen Johann Palisa an der Universitätssternwarte Wien entdeckt wurde.
Es ist kein Bezug dieses Namens zu einer Person oder einem Ereignis bekannt.

## Wissenschaftliche Auswertung
Aus Ergebnissen der IRAS Minor Planet Survey (IMPS) wurden 1992 Angaben zu Durchmesser und Albedo für zahlreiche Asteroiden abgeleitet, darunter auch (278) Paulina, für die damals Werte von 35,0 km bzw. 0,25 erhalten wurden. Eine Auswertung von Beobachtungen durch das Projekt NEOWISE im nahen Infrarot führte 2011 zu vorläufigen Werten für den Durchmesser und die Albedo im sichtbaren Bereich von 43,2 km bzw. 0,14. Nachdem die Werte nach neuen Messungen mit NEOWISE 2012 auf 36,9 km bzw. 0,25 geändert worden waren, wurden sie 2014 auf 32,8 km bzw. 0,24 korrigiert.
Photometrische Messungen des Asteroiden fanden erstmals statt vom 12. bis 18. Oktober 1990 am La-Silla-Observatorium in Chile. Aus der aufgezeichneten Lichtkurve wurde eine Rotationsperiode von 6,497 h bestimmt.
Aus archivierten Daten des Uppsala Asteroid Photometric Catalogue (UAPC) konnten in einer Untersuchung von 2009 für (278) Paulina zwei alternative Positionen für die Rotationsachse mit prograder Rotation und eine Rotationsperiode von 6,49387 h bestimmt werden. Eine Auswertung von archivierten Lichtkurven des United States Naval Observatory und der Catalina Sky Survey ermöglichte 2011 für ein dreidimensionales Gestaltmodell die Berechnung verbesserter alternativer Positionen der Rotationsachse mit prograder Rotation sowie einer Periode von 6,49387 h.
Eine Durchmusterung im Rahmen der Palomar Transient Factory (PTF) am Palomar-Observatorium in Kalifornien ab 2009 bestätigte in einer Untersuchung von 2015 die Bestimmung der Rotationsperiode von (278) Paulina mit einem Wert von etwa 6,493 h. Aus thermischen Infrarot-Daten wurde außerdem ein Durchmesser von 33,0 ± 0,2 km abgeleitet.
Zwischen 2012 und 2018 wurden mit der All-Sky Automated Survey for Supernovae (ASAS-SN) auch photometrische Daten von 20.000 Asteroiden aufgezeichnet. Auf mehr als 5000 davon konnte erfolgreich die Methode der konvexen Inversion angewendet werden, darunter auch (278) Paulina, für die in einer Untersuchung von 2021 ein verbessertes dreidimensionales Gestaltmodell für zwei alternative Rotationsachsen mit prograder Rotation und einer Periode von 6,49386 h berechnet wurde.
Aus archivierten Daten des Asteroid Terrestrial-impact Last Alert System (ATLAS) aus dem Zeitraum 2015 bis 2018 konnte in einer Untersuchung von 2022 mit der Methode der konvexen Inversion eine Rotationsperiode von 6,49383 h bestimmt werden. Im Jahr 2023 wurde aus photometrischen Messungen von Gaia DR3 erneut ein dreidimensionales Gestaltmodell des Asteroiden für zwei alternative Rotationsachsen mit prograder Rotation und einer Periode von 6,49387 h berechnet.